# 1550er
Portal Geschichte | Portal Biografien | Aktuelle Ereignisse | Jahreskalender | Tagesartikel

◄ |
15. Jh. |
16. Jahrhundert
| 17. Jh. | ►

◄ |
1520er |
1530er |
1540er |
1550er
| 1560er | 1570er | 1580er | ►

1550 |
1551 |
1552 |
1553 |
1554 |
1555 |
1556 |
1557 |
1558 |
1559

## Ereignisse
- 1552: Kurfürst Moritz von Sachsen schließt mit Heinrich II. von Frankreich den Vertrag von Chambord.
- 1552: Russische Truppen besetzen Kasan, die Hauptstadt der Wolgatataren.
- 1553: Nach dem Tod von König Eduard VI. wird die Protestantin Lady Jane Grey für wenige Tage zur Königin ausgerufen. Nach ihrer Absetzung besteigt die Katholikin Maria I. den Thron. Während der von ihr durchgeführten Rekatholisierung werden etwa 300 Protestanten auf dem Scheiterhaufen verbrannt.
- 1553: Die Mapuche siegen in der Schlacht von Tucapel.  Zum ersten Mal wird dabei ein spanischer Gouverneur getötet. Angeführt werden sie von Lautaro. Dieser Sieg führt dazu, dass sich viele auch bereits unterworfene Stämme der Revolte der Mapuche anschließen. Es ist der Beginn eines hundertjährigen Kampfes in dem es den Spaniern nicht gelingt, die Indigenen zu unterwerfen.[1]
- 1555: Augsburger Reichs- und Religionsfrieden – Ende der Glaubenskriege der Reformationszeit
- 1556: Philipp II. begründet die Linie der spanischen Habsburger.
- 1557: Die Franzosen erleiden in der Schlacht von Saint-Quentin eine schwere Niederlage gegen die Spanier.
- 1558: Die Franzosen erobern mit Calais den letzten englischen Festlandbesitz in Frankreich.
- 1558: Zar Iwan IV. übereignet dem Pelzhändler Anikita Stroganow das Land an der Kama in Sibirien und ihren Nebenflüssen zur Nutzung.
- 1558: Nach dem Tod von Maria I. besteigt ihre protestantische Halbschwester Elisabeth I. den englischen Thron. Unter ihrer Herrschaft wird der Protestantismus wieder in England eingeführt. Beginn des Elisabethanischen Zeitalters.
- 1559: Frieden von Cateau-Cambrésis zwischen Frankreich, England, Spanien und Savoyen. Frankreich überlässt Spanien die Vorherrschaft in Italien und erhält dafür Calais. Der Herzog von Savoyen erhält einen Großteil seines Landes zurück.
- 1559: Papst Paul IV. führt den Index Librorum Prohibitorum, ein Verzeichnis für verbotene Bücher, ein.